# Rathaus (Flein)

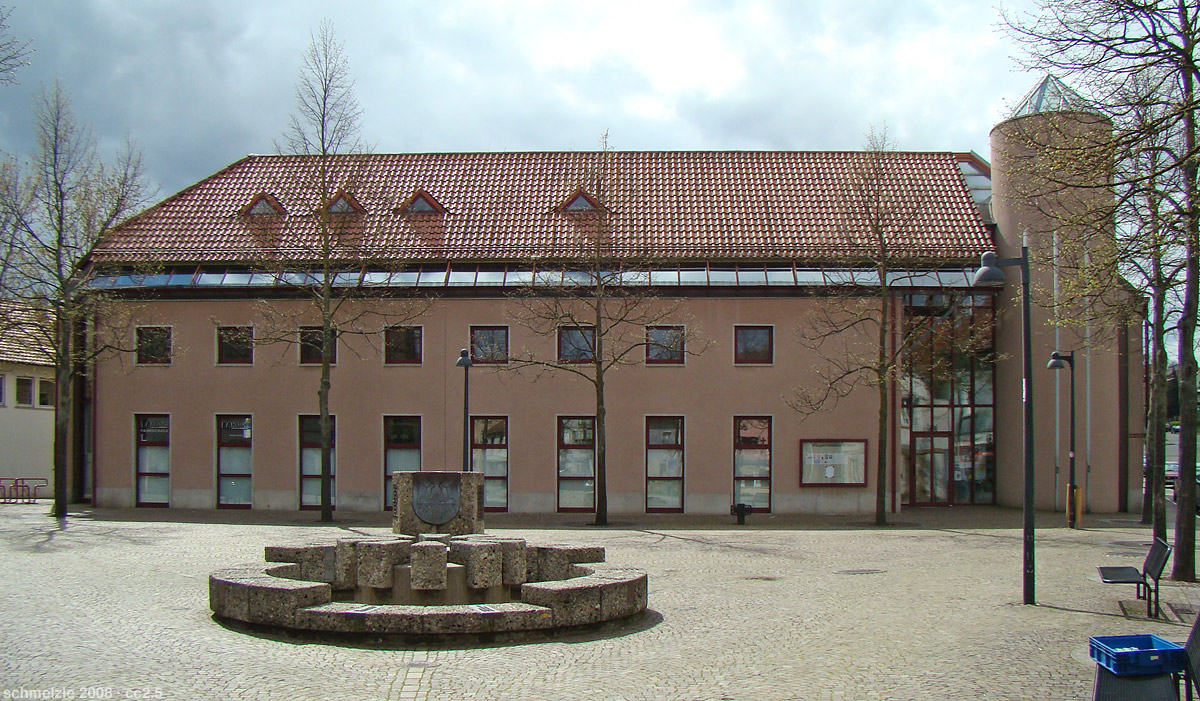
Neues Rathaus in Flein

Das Rathaus in Flein wurde nach Plänen des Professors Klaus Mahlers aus Stuttgart, dessen Entwurf nach einem städtebaulichen Wettbewerb mit dem ersten Preis ausgezeichnet wurde, im Juni 1987, fertiggestellt. Am 21. August 1987 wurde das Gebäude eingeweiht. Die Baukosten beliefen sich einschließlich Grunderwerb, städtebaulichen Wettbewerb, Außenanlagen und Möblierung auf 8,5 Mill. DM.

## Beschreibung
1963 gab es die ersten Gedanken über einen Rathausneubau. Daraufhin wurden in den folgenden Jahren Raumprogramme ausgearbeitet, Standortfragen geklärt und Besichtigungen durchgeführt. In einer Diskussion des Fleiner Gemeinderats am 4. September 1975 wurden die Sanierungsmöglichkeiten des bis dahin bestehenden provisorischen „Zusatzrathauses“ in der Kellergasse besprochen. Dabei wurde der Bau des Rathauses mit der Standortfrage und des Raumbedarfs verknüpft. Letztendlich wählte der Gemeinderat am 6. April 1978 unter sechs Vorschlägen die Kellergasse in Flein als Standort des künftigen Rathauses aus. Im selben Jahr wurde das endgültige Raumprogramm festgestellt. Der Gemeinderat lobte einen städtebaulichen Wettbewerb für das Rathaus aus, bei dem der Stuttgarter Professor Mahler mit dem ersten Preis ausgezeichnet wurde. Nachdem die Entwürfe überarbeitet worden waren, erhielt sein Büro, Mahler & Schaefer aus Stuttgart, den Auftrag. Mit dem Bau sollten zwei Aufgaben gelöst werden, sowohl eine städtebauliche als auch eine architektonische Aufgabe. Die städtebauliche Herausforderung bestand darin, die Ortsmitte neu zu ordnen. So wird heute die Ortsmitte durch einen dreieckigen Platz mit Blick auf die Schaufassade des Rathauses geprägt.
Die architektonische Aufgabe bestand darin, dass der Sitzungssaal mit dem Foyer das architektonische Zentrum des Rathauses sein sollte. Es entstand ein „lichtdurchflutetes“ Haus aus einer Konstruktion aus Beton, Holz, Metall und Glas. Im Untergeschoss befinden sich eine Tiefgarage und Nebenräume für die technische Ausstattung. Im Erdgeschoss ist der Sitzungssaal, das Melde- und Sozialamt und das Verbandsbauamt. Im Obergeschoss befindet sich das Amtszimmer des Bürgermeisters mit Nebenräumen für die allgemeine Verwaltung und das Finanzwesen.
Seit November 2019 befindet sich die Skulptur "Die Claque" des Künstlers Guido Messer auf dem Rathausplatz, die zusammen mit der Skulptur "Die Obacht" auf dem angrenzenden Kreisverkehr von der Bürgerstiftung Flein zunächst für drei Jahre vom Künstler angemietet wurde.